# دينيس آفريل
دينيس آفريل (بالفرنسية: Denis Avril)‏ هو لاعب اتحاد الرغبي فرنسي، ولد في 31 أكتوبر 1972 في Thouars ‏ في فرنسا.

## وصلات خارجية
- دينيس آفريل عل موقع إسبنسكروم (الإنجليزية)
- دينيس آفريل على موقع ItsRugby.co.uk (الإنجليزية)